# Volta ao Algarve de 1984
A 10.ª edição da Volta ao Algarve teve lugar de 27 de abril a 1 de maio de 1984.
A décima edição da Volta ao Algarve foi marcado pela queda mortal de Joaquim Agostinho, enquanto era portador do maillot amarelo. Os portugueses, bem como o ciclismo mundial perdiam um homem sempre combativo do grande coração apesar da sua idade.

## Generalidad(e)
A velocidade média desta volta é de ? km h.

## As etapas
| Etapa     | Localidades | Km | Vencedor             | Segundo | Terceiro | Duração         | Velocidade média | Líder da geral       |
| 1.ª etapa | ?           | ?  | Paulo José Ferreira, | ?       | ?        | ? h ?? min ?? S | ??,??? km h      | Paulo José Ferreira, |
| 2.ª etapa | ?           | ?  | Fernando Ventura,    | ?       | ?        | ? h ?? min ?? S | ??,??? km h      | ?                    |
| 3.ª etapa | ?           | ?  | Manuel Zeferino,     | ?       | ?        | ? h ?? min ?? S | ??,??? km h      | ?                    |
| 4.ª etapa | ?           | ?  | Joaquim Agostinho,   | ?       | ?        | ? h ?? min ?? S | ??,??? km h      | Joaquim Agostinho,   |
| 5.ª etapa | ?           | ?  | Marco Chagas,        | ?       | ?        | ? h ?? min ?? S | ??,??? km h      | ?                    |
| 6.ª etapa | ?           | ?  | Joaquim Carvalho,    | ?       | ?        | ? h ?? min ?? S | ??,??? km h      | ?                    |
| 7.ª etapa | ?           | ?  | António Fernandes,   | ?       | ?        | ? h ?? min ?? S | ??,??? km h      | Belmiro Silva,       |

## Classificação geral
| \| 1. Belmiro Silva, \| ? h ?? min ?? S \| \| \| 2. Benedito Ferreira, \| a ? min ?? S \| \| \| 3. Manuel Cunha, \| a 52 s \| \| \| 4. João Santos, \| a 54 s \| \| \| 5. Marco Chagas, \| a 1 min 00 s \| \| |                 |  |
| 1. Belmiro Silva, | ? h ?? min ?? S |  |
| 2. Benedito Ferreira, | a ? min ?? S    |  |
| 3. Manuel Cunha, | a 52 s          |  |
| 4. João Santos, | a 54 s          |  |
| 5. Marco Chagas, | a 1 min 00 s    |  |

## Classificações secundárias
| Classificação por pontos          | António Fernandes,  |
| Classificação do melhor escalador | Manuel Cunha,       |
| Classificação da melhor equipa    | Sporting-Raposeira, |

## Ligaçõe externa
A Volta ao Algarve 1984 na siteducyclisme.net.